# بابلو ميراندا
بابلو ميراندا (بالإسبانية: Pablo Miranda)‏ هو لاعب كرة قدم أرجنتيني، ولد في 14 ديسمبر 1984 في بيريسو في الأرجنتين. لعب مع غودوي كروز.

## وصلات خارجية
- بابلو ميراندا على موقع قاعدة بيانات كرة القدم.إي يو (الإنجليزية)
- بابلو ميراندا على موقع Soccerway.com (الإنجليزية)